# Viz László
Viz László (Budapest, 1928. december 31. – Budapest, 2006. szeptember 3.) magyar író, szakíró, fordító, szaklektor, az Ecclesia Szövetkezet egykori vezetője, a torinói lepel egyik legismertebb magyar kutatója.

## Élete
Általános és középiskoláit 1938 és 1948 között Kőszegen, Nagyváradon, Friedrichshafenben és Újpesten végezte. 1948-ban teológiai tanulmányokat kezdett. 1949-től 1981-ig különböző, főleg közgazdasági munkakörökben dolgozott, mindez alatt számviteli és közgazdasági képesítést szerzett, illetve több idegen nyelvet is tanult. 1982-től nyugdíjazásáig az Ecclesia Szövetkzet munkatársa, majd ügyvezető igazgatója lett.
1961-ben megházasodott, négy gyermeke született. 2006 őszén hunyt el.

## Írói, szakírói munkássága
Gyakorló üzletemberként is sokoldalú, termékeny irodalmi munkásságot folytatott. Írt vígopera-szövegkönyveket, elbeszéléseket, regényeket, valamint tudományos műveket is. Legismertebb munkája a több kiadást is megélt A torinói halotti lepel című könyv, amely több éves, komoly kutatómunkára támaszkodva azt vizsgálta, a lepel kereszthalálát követően valóban Jézus Krisztust fedhette-e. A témára alapozva még szindológiai folyóiratot is szerkesztett. Hasonló módon, egy másik művében Szent Januáriusz vércsodájának jelenségét is feldolgozta.
Írói munkásságától fordítói tevékenysége sem maradt el. Szépirodalmi, teológiai és gyermekeknek szánt műveket egyaránt fordított német, francia és angol nyelvről magyarra.

## Művei

### Önálló könyvei
- Szókratész utolsó levele. Magánkiadás, 1975; Ecclesia, 1988.
- A torinói halotti lepel. Ecclesia, 1984, 1985, 1986, 1987, 1988.
- A torinói halotti lepel és korának meghatározása. Ecclesia, 1990, 1991, 1998.
- Tarsicius. Az Oltáriszentség vértanújának története. Ecclesia, 1992, 1994, 2001.
- Szent Januáriusz vércsodája. Ecclesia, 1995.
- A legszentebb ereklye. Amit a Torinói Lepelről mindenkinek tudni kell. Szent Gellért, 2000.

### Írásai, publikációi (válogatás)
- Nápolyi kalmárok. Cegléd, Ünnepi Zenei Napok, 1957 (szövegkönyv Borlóy Rudolf vígoperájához, társszerzőként)
- A tanítónő. Budapest, 1960 (szövegkönyv Borlóy Rudolf vígoperájához, társszerzőként)
- Síntörés (elbeszélés). In: Vigília 1967/4. sz.
- Az ereklye. A torinói lepelről. In: Hevesi napló 3, 1993/3. sz.
- Assisi Szent Ferenc. In: Hevesi napló 4, 1994/2. sz.
- Padova. Nyolcszáz éve, 1195-ben született Szent Antal. In: Hevesi napló 5, 1995/4. sz.
- Assisi Szent Klára. In: Hevesi napló 6, 1996/1. sz.
- Miért remekmű? : Észrevételek Thornton Wilder "Szent Lajos király hídja" c. regényéhez, Kosztolányi Dezső fordításában. In: Hevesi napló 6, 1996/3. sz.
- Urunk Jézis Krisztus szenvedése, halála és feltámadása a torinói halotti lepel tanúsága szerint. In: Török József (szerk.): Mivégett vagyunk. Emlékkönyv Bolberitz Pál hatvanadik születésnapja tiszteletére. Ecclesia, 2001

### Fordításai
- Louis de Wohl: Dávid király. Ecclesia, 1984, 1986
- Henri Daniel-Rops: Jézus és kora I-II. Eccleisa, 1987, 1991 (Némedi Andrással)
- Henri Daniel-Rops: Az apostolok és vértanúk egyháza I-II. Ecclesia, 1989, 1990 (Némedi Andrással)
- Bruno Sammaciccia: A lancianói oltáriszentség-csoda. Természettudományos bizonyítékok. Ecclesia, 1991
- Assisi Szent Ferenc imádságai. Aggiornamento, 1991
- Maria Teresa Garlatti – Otello Carletti: Jézus üzenete. Hittankönyv kezdő hittanuló gyermekek részére. Aggiornamento, 1991
- Francis Johnston: A Guadalupei Szűzanya jelenései. A guadalupei csoda története. Christianus Kft., 1993
- Pat L. Stewart: Jézus születése. Ecclesia, 1994
- Edward Connor: Jövendölések a világ végéről. A végső időkre vonatkozó katolikus hagyomány összefoglalása. Ecclesia, 1994, 1995
- Joseph Ratzinger – Christoph Schönborn: Bevezetés a katolikus egyház katekizmusába. Ecclesia, 1994
- Wilhelm Hünermann: A vérpad árnyékában. Ecclesia, 1996 (Némedi Andrással)
- Anna von Krane: Mária Magdolna. Ecclesia, 1996 (Ijjas Antal fordítását átdolgozva)
- Hubert Jedin: A zsinatok története. Ecclesia, 1998
- P. Henri Boulad S. J.: Misztika és elkötelezettség. Ecclesia, 1998
- Jenny Robertson: A megbélyegzett. Ecclesia, 2000
- Tito Sante Centi O. P.: Girolamo Savonarola, aki felforgatta Firenzét. Ecclesia, 2005